# Уизерспун, Джимми
Джимми Уизерспун (англ. Jimmy Witherspoon 8 августа 1920 — 18 августа 1997) — блюзовый вокалист послевоенной эпохи, разносторонний исполнитель, проложивший мост между джазом и блюзом.

## Биография
Джеймс Уизерспун (сценическое прозвище — Spoon) родился в 1920 году в Гардоне (штат Арканзас), его вокальные способности были очевидны уже с ранних лет: ребенком он выиграл вокальный детский конкурс и с пяти лет начал петь в церковном хоре. В середине 30-х он сбежал из дома и работал в Лос-Анджелесе. Во время Второй мировой войны (1941–43) он служил на флоте, в этот период начал впервые выступать в армейском бэнде.
После демобилизации в 1944 году он приехал в Сан-Франциско, где в то время жила его мать, работал в небольших клубах, где его услышал руководитель популярного оркестра Джей Макшенн и пригласил заменить недавно ушедшего из оркестра вокалиста Уолтера Брауна. С 1945 года начался отсчет музыкальной карьеры Джимми Уизерспуна. В течение четырёх лет он гастролировал и записывался с оркестром Макшенна, а затем успешно начал сольную карьеру, выпустив в 1949 году на лейбле Supreme Records пластинку с песней «Ain’t Nobody Business» (на фортепиано ему аккомпанировал Джей МакШенн). Песня мгновенно стала хитом и попала в верхние позиции ритм-энд-блюзовых чартов, где оставалась на протяжении полугода и фактически сделала карьеру Уизерспуну.
Записанные «вживую» «No Rollin' Blues» и «Big Fine Girl» стали очередными хитами в 1950 году. В середине 50-х его стиль «оптимистичного» блюза временно вышел из моды; синглы, записанные на лейблах Federal, Chess, Atco, Vee Jay и других принесли незначительный успех. Но альбом 1959 года «Live at the Monterey Jazz Festival» снова привлек к нему всеобщее внимание. Джимми Уизерспун с успехом выступал сольно и сотрудничал с ныне легендарными джазовыми гигантами Беном Уэбстером, Коулменом Хоккинсом и Эрлом Хайнсом. Уизерспун стал вновь востребован.
В 1961 году он успешно гастролировал по Европе с оркестрами Каунта Бейси и Бака Клейтона, выступает с органистами Джеком МакДаффом и Ричардом (Груви) Холмсом и принимал участие в возрождении блюза в компании с белыми блюз-роковыми музыкантами. В 60-е Уизерспун записывался с трубачом Харри («Свитс») Едисоном и саксофонистом Джерри Маллиганом. Подобно своим кумирам Биг Джо Тёрнеру, Джимми Рашингу и Эдди («Клинхед») Винсону, Уизерспун балансировал на довольно зыбкой грани между ритм-энд-блюзом, джазом и популярной музыкой эпохи свинга, но для него все это были разные оттенки блюза, которому он был предан полвека своей профессиональной карьеры: «Blues, The Whole Blues & Nothing But The Blues» («Блюз, только блюз и ничего кроме блюза») — так он назвал один из своих этапных альбомов.
Один из своих лучших альбомов — «Evening Blues» (1960) Уизерспун записал на студии Prestige с легендарным гитаристом Ти Бон Уолкером и саксофонистом Клиффордом Скоттом. Он часто работал с гитаристом Роббином Фордом и принял участие в нескольких концертах Ван Моррисона.
В начале 80-х у него был обнаружен рак горла, но после лечения, несмотря на то, что голос сильно ослабел и только напоминал былое величие, он продолжал активно выступать до самой смерти. Его последнее выступление состоялось в середине июня 1997 в ночном Оклендском клубе Yoschi. Джимми Уизерспун умер во сне в своем доме в Лос-Анджелесе в 1997 году. Ему было 77 лет.